# Étienne Guibourg
Étienne Guibourg, född 1610, död i januari 1686, var en fransk katolsk abbé. Han var satanist och en av de åtalade i den berömda Giftmordsaffären.
Étienne Guibourg var ursprungligen kaplan åt greve de Montgommery, och hävdade senare att han var dennes utomäktenskaplige son. Han fick sedan tjänsten som sakristan i kyrkan Saint-Marcel i Saint-Denis utanför Paris. Han hade ett fast förhållande med Jeanne Chanfrain, med vilken han hade flera barn. År 1680 blev Guibourg indragen i Giftmordsaffären genom ett vittnesmål avgett av Françoise Filastre, som uppgav att han hade utfört svarta mässor på uppdrag av La Voisin 1672–1673. Han erkände sig skyldig till anklagelserna, och bekände även en rad ytterligare brott. Han dömdes till livstids fängelse och förlust av egendom och dog i fängelse. 